# Моцакатена (Мачерата)
Моцакатена (итал. Mozzacatena) насеље је у Италији у округу Мачерата, региону Марке.
Према процени из 2011. у насељу је живело 31 становника. Насеље се налази на надморској висини од 468 м.